# Cmentarz żydowski w Lubaczowie
Cmentarz żydowski w Lubaczowie – został założony w pierwszej ćwierci XVIII wieku i zajmuje powierzchnię 0,3 ha (pierwotnie 0,71 ha), na której zachowało się 1665 nagrobków (z czego 35 z XVIII wieku). Ogrodzenie wzniesiono w 1930 z fundacji Josefa Hirsza Reinfelda (lubaczowskiego Żyda zamieszkałego na stałe w USA). Cmentarz znajduje się przy ulicy Kościuszki w sąsiedztwie cmentarza katolickiego. Na cmentarzu znajduje się masowa mogiła a na niej tablica upamiętniająca 950 Żydów zabitych przez Niemców w 1942 na kirkucie.

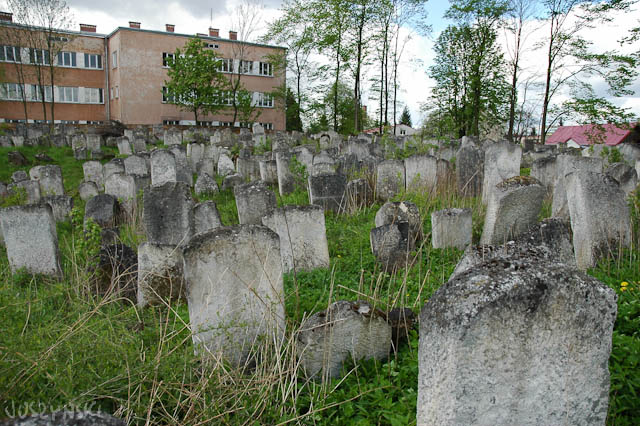
Widok ogólny
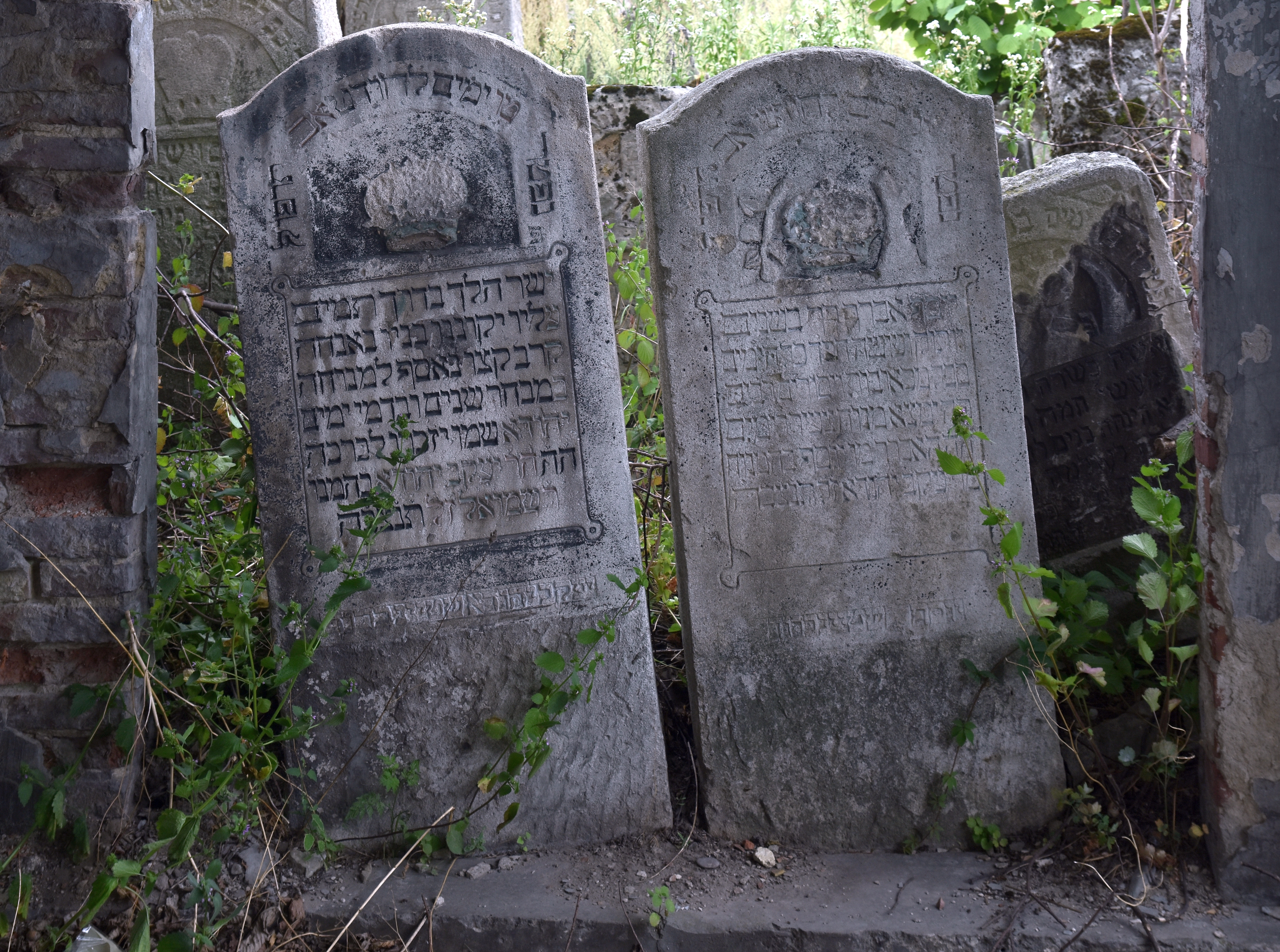
Macewy
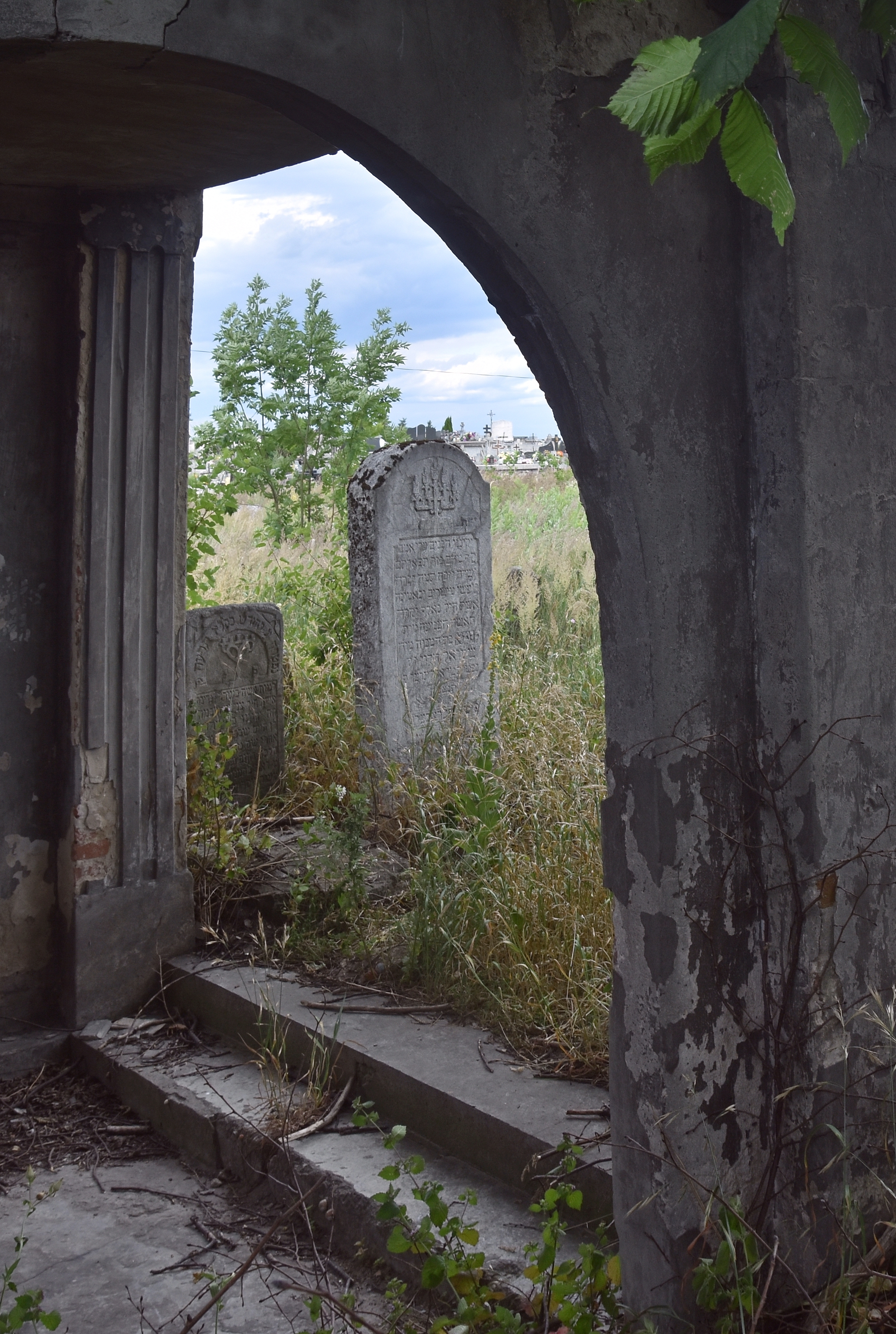